# Ormyrus subconicus
Ormyrus subconicus är en stekelart som beskrevs av Boucek 1981. Ormyrus subconicus ingår i släktet Ormyrus och familjen kägelglanssteklar.
Artens utbredningsområde är Zimbabwe. Inga underarter finns listade i Catalogue of Life.